# کریم الهنی
کریم الهنی (انگلیسی: Karim El Hany؛ زادهٔ ۱۲ ژانویهٔ ۱۹۸۸) بازیکن فوتبال اهل فرانسه است.
از باشگاه‌هایی که در آن بازی کرده‌است می‌توان به باشگاه فوتبال مولودیه وجده و باشگاه فوتبال آژاکسیو اشاره کرد.